# Douglas E. Wagner
Douglas Edward Wagner (Chicago, 14 augustus 1952) is een Amerikaans componist, muziekpedagoog, dirigent en organist.

## Levensloop
Wagner studeerde aan de Butler Universiteit in Indianapolis bij onder anderen Ernest White en behaalde aldaar zijn Bachelor of Music en ook zijn Master of Music. Vervolgens werd hij docent aan de North Central High School in Indianapolis en aldaar hoofd van de afdeling uitvoerende kunst. Hij was bestuurslid van de Choristers Guild en werkte ook enige tijd als redacteur bij de muziekuitgeverij Lorenz Publishing Company. Ook als organist en koorleider is hij in verschillende kerken werkzaam. 
Als componist won hij verschillende prijzen bij de American Society of Composers, Authors and Publishers (ASCAP). Hij schreef werken voor koren, harmonieorkest, orkest, orgel, piano en vocale muziek.

## Composities

### Werken voor orkest
- 2007 Irish Suite, voor strijkorkest
- A Festival of Carols, voor orkest
- But The Greatest Of These, voor orkest
- Folk Songs of The British Isles, voor orkest
  1. A-Rovin
  2. Early One Morning
  3. Barbara Allen
  4. The Lincolnshire Poacher
- Harry's Wondrous World, voor orkest
- Highlands Suite, voor strijkorkest
- Highlights from "The Lord of the Rings: The Two Towers", voor orkest
- He Is Born, voor strijkorkest
- Into The West, uit de filmmuziek "The Lord of the Rings", voor orkest
- Jazzy Old Saint Nick, voor piano en orkest
- O Waly Waly - The Water is Wide, voor strijkorkest
- Peace Like A River, voor strijkorkest
- Quiet Music, voor orkest
- Riddle Song - "I Gave My Love a Cherry", voor orkest
- River Songs, voor orkest
- The Glory of Christmas, voor orkest
- Variants On A French Noel, voor strijkorkest
- Ye Bonnie Banks 'N' Braes, voor orkest

### Werken voor harmonieorkest
- 2002 Selections from "Harry Potter and the Order of the Phoenix", voor harmonieorkest
- 2002 Highlights from "Lord Of The Rings: The Two Towers", voor harmonieorkest
  1. Evenstar
  2. Forth Eorlingas
  3. Gollum's Song
  4. March Of The Ents
  5. Rohan
- 2006 Christmas Comes Again ... in About Three Minutes, voor harmonieorkest
- 2006 On the Wings of an Eagle, voor harmonieorkest
- 2006 Siyahamba (We Are Marching), voor harmonieorkest
- 2007 Folk Fest, voor harmonieorkest
- 2007 Joyeux Noël!, voor harmonieorkest
- A Festival of Carols, voor koperensemble
- And Evermore Shall Be, voor harmonieorkest
- Annabel Lee, voor harmonieorkest
- Canticle, voor harmonieorkest
- Christmas Winds, voor harmonieorkest
- Dover Patrol March, voor harmonieorkest
- Here We Come A-Caroling!, voor harmonieorkest
- Into the West, uit de filmmuziek "The Lord of the Rings: The Return of the King", voor harmonieorkest
- Jasmine Flower, voor harmonieorkest
- Joy!, voor harmonieorkest
- Morris Dance, voor harmonieorkest
- O Waly Waly, voor harmonieorkest
- Overture, voor harmonieorkest
- Overture to a New Beginning, voor harmonieorkest
- Slane, voor harmonieorkest
- Slava, voor harmonieorkest
- Song for An American Hero, voor harmonieorkest
- Symphony, voor harmonieorkest
- Then Come The Heroes, voor harmonieorkest
- To Reap the Blessings of Freedom, voor harmonieorkest
- Trust, voor harmonieorkest

### Cantates
- 2008 And Glory Shone Around, cantate voor driestemmig gemengd koor en piano (samen met: Lloyd Larson) - tekst: Charlotte Lee naar Psalm 24:7-8; Jesaja 40:4-5
- How Great Our Joy!, cantate voor gemengd koor (samen met: Lloyd Larson)
  1. How Great Our Joy!
  2. Joy Comes In The Morning
  3. Holy Night
  4. Glory Hallelujah
  5. Song of Simeon
  6. Sing Gloria!
  7. To Touch His Tiny Hand
  8. Come Thou Long-Expected Jesus
  9. Song of Mary

### Muziektheater

#### Musical
| Voltooid in | Titel                                        | Uitvoeringen | Première | Libretto         | Verdere liedteksten | Choreografie |
| ----------- | -------------------------------------------- | ------------ | -------- | ---------------- | ------------------- | ------------ |
| 2007        | Glory to the risen King Easter Musical Drama |              |          | van de componist |                     |              |

### Werken voor koren
- 1980 All the pretty little horses, voor gemengd koor en piano
- 1982 Go gently into the morning, voor gemengd koor en piano - tekst: Charlotte Lee
- 1983 Don't listen to the hammer ring, voor gemengd koor en piano - tekst: David N. Davenport
- 1985 Cry Out and Shout, voor gemengd koor, piano, kopersextet en pauken - tekst: Jesaja 12
- 1998 Communion, voor gemengd koor en orgel - tekst: Reginald Heber, Charlotte Lee
- 1998 Deep Peace, voor gemengd koor en orgel
- 1998 Velvet Shoes, voor gemengd koor en piano - tekst: Eleonor Wylie (1885-1928)
- 2000 O my Luve's like a red, red Rose, voor gemengd koor en piano - tekst: Robert Burns (1759-1796)
- 2000 Sing, Sing, Sing, voor unisono koor en piano - tekst: Charlotte Lee
- 2001 Clap your hands, sing for joy, voor unisono koor - tekst: van Psalm 47 door Charlotte Lee
- 2001 Even so, Lord, quickly come, voor gemengd koor en orgel - tekst: Charlotte Lee
- 2001 Shepherd Me, voor tweestemmig gemengd koor (gebaseerd op een Koreaans lied: "Arirang") - tekst: van Psalm 23 door Charlotte Lee
- 2002 Christmas Bells are ringing, voor tweestemmig koor en piano - tekst: Charlotte Lee
- 2004 To Touch His Tiny Hand, voor driestemmig gemengd koor (SAB) en piano - tekst: Charlotte Lee, M.G. Reed
- 2004 Written on a Star, voor gemengd koor en piano - tekst: van de componist
- 2005 A La Ru, voor gemengd koor, twee dwarsfluiten en piano - tekst: Charlotte Lee
- 2005 I see the morning breaking, voor gemengd koor en piano - tekst: Charlotte Lee
- 2005 Lift up your heads and sing, voor tweestemmig gemengd koor en piano - tekst: van Psalm 24:7-10 door Charlotte Lee
- 2005 Lord, You've Searched and Known Me, voor gemengd koor en piano - tekst: van Psalm 139 door Charlotte Lee
- 2005 My Wish for You This Christmas, voor vrouwenkoor (SSA) en piano - tekst: van de componist
- 2005 See Him Rise! Alleluia!, voor gemengd koor, piano, koperkwartet, pauken en slagwerk - tekst: John Parker
- 2006 An American Tribute, voor driestemmig gemengd koor en piano (of harmonieorkest)
- 2006 Christians, We Have Come to Worship (Set II), voor gemengd koor en orgel
- 2006 2008 On with the Snow!, selectie voor gemengd koor, piano en harmonieorkest 
  1. Sleigh Ride
  2. Winter Wonderland
  3. Let it snow! Let it snow! Let it snow!
- 2006 Repeat the sounding joy, voor gemengd koor, orgel, twee trompetten en pauken
  1. Joy to the World
  2. For unto us a child is born
  3. The first noël
- 2006 With one song, voor gemengd koor en piano - tekst: van de componist
- 2007 Christ the Lord Is Risen Today, voor gemengd koor, voorzanger, samenzang, koperblazers (2 trompetten, 2 trombones) en pauken - tekst: Charlotte Lee, Charles Wesley
- 2007 Christmas Day in the Morning, voor gemengd koor en orgel - tekst: van de componist
- 2007 Down by the Salley Gardens, voor mannenkoor en piano - tekst: William Butler Yeates (1865-1939)
- 2007 On the Via Dolorosa, voor gemengd koor, hobo solo en piano - tekst: Charlotte Lee naar Bernard van Clairvaux
- 2007 With songs of Thanksgiving, voor gemengd koor, orgel en trompet
- 2008 Give Me Wings, voor driestemmig gemengd koor en piano - tekst: van de componist
- 2008 Psalm of Assurance, voor gemengd koor, dwarsfluit (of viool) en piano - tekst: Psalm 121
- 2008 The Narrow Road, voor gemengd koor en piano - tekst: John Parker
- 2009 All Nature Has a Song, voor gemengd koor en piano - tekst: John Parker
- 2009 Do You Fear the Wind?, voor mannenkoor en piano - tekst: Hamlin Garland
- A Celtic Blessing, voor gemengd koor
- A Jolly Jazzy Christmas, voor gemengd koor
- A King Came Riding By, voor gemengd koor
- A Red, Red Rose, voor gemengd koor en piano
- A Time for All Things, voor gemengd koor
- Agnus Dei, voor gemengd koor
- All Glory, Laud and Honor, voor gemengd koor, 2 trompetten, 2 trombones en pauken
- Alleluia Alleluia, voor gemengd koor - tekst: Christopher Wordsworth
- An Advent Alleluia, voor gemengd koor en piano
- And All The World Was Silent, voor gemengd koor
- And No Bird Sang, voor gemengd koor
- And Wherever You Go, voor gemengd koor
- Agnus Dei, voor gemengd koor en piano

- Bethlehem Joy, voor gemengd koor, 2 trompetten, 2 trombones en pauken
  1. Angels We Have Heard On High
  2. O Come, All Ye Faithful (Adeste Fideles)
  3. O Little Town Of Bethlehem
- Born, born in Bethlehem, voor gemengd koor
- Bright Is the Ring of Words, voor gemengd koor - tekst: Robert Louis Stevenson
- Candle Of Hope, voor gemengd koor
- Christ Is Risen Alleluia, voor gemengd koor
- Christ Is Risen O Be Joyful, voor gemengd koor, orgel, koperblazers en pauken
- Come Let Us Sing, voor gemengd koor en trompet
- Coventry Carol, voor gemengd koor
- Crucified Forsaken, voor gemengd koor
- Danny Boy, voor gemengd koor
- Endless Song, voor gemengd koor en piano
- Every Path We Take, voor gemengd koor en piano
- For We Wish You Music, voor gemengd koor
- Forever, voor gemengd koor, tenorsaxofoon, koperblazers (2 trompetten, trombone) en slagwerk (drumset) (samen met: Chris Tomlin)
- Give Me Your Tired, Your Poor, voor gemengd koor - tekst: Emma Lazarus, Charlotte Lee
- Glorious Things of Thee Are Spoken, voor driestemmig gemengd koor (SAB) en piano
- God Is So Good, voor tweestemmig koor
- Hanukkah Hanukkah Festival Of Li, voor gemengd koor
- Hosanna! Sab, voor gemengd koor en trompet
- Hurry, Shepherds, Run!, voor gemengd koor en piano
- I shall know him when he comes, voor gemengd koor en piano
- I Sing A Song/Prayer For America, voor gemengd koor
- I Sing the Mighty Power of God, voor driestemmig gemengd koor (SAB) en piano
- I will magnify thee, o God, voor gemengd koor en piano
- In Bethlehem Town, voor gemengd koor
- In His Mothers Eyes, voor gemengd koor
- In the silence of this moment, voor gemengd koor
- In this holy place, voor gemengd koor en piano - tekst: Charlotte Lee
- Jesu, sleep, in heavenly peace, voor gemengd koor en strijkers
- Jesus Walked This Lonesome Valley, voor gemengd koor
- Lift Your Voice, voor gemengd koor (gebaseerd op een melodie van William Boyce - tekst: Charlotte Lee
- Light The Advent Candle, voor gemengd koor
- Livin In America, voor gemengd koor
- Lord Make Us Truly Thankful, voor gemengd koor - tekst: Charlotte Lee
- May the peace of the Lord, voor tweestemmig gemengd koor
- My Shepherd Will Supply My Need, voor gemengd koor
- O give thanks, voor gemengd koor en piano
- Ride On, voor gemengd koor
- Room in My Heart for You, voor gemengd koor - tekst: Emily E.S. Elliot, Charlotte Lee
- Run To Bethlehem, voor gemengd koor
- Season Of Love, voor gemengd koor
- Shenandoah, voor gemengd koor
- Sing Unto God A New Song, voor gemengd koor
- Sleep, Baby, Sleep, voor tweestemmig koor
- Softly As A Dove, voor gemengd koor
- Star of The County Down, voor mannenkoor
- Surely he has borne our griefs, voor gemengd koor en piano
- Thanks Be To God, voor gemengd koor
- The King Shall Come When Morning Dawns, voor gemengd koor, orgel, 2 trompetten, 2 trombones en pauken
- The Road Not Taken, voor gemengd koor - tekst: Robert Frost
- Voices in the Night, voor gemengd koor
- We Sing America, voor gemengd koor
- When I Hear Those Jingle Bells, voor gemengd koor
- When Mary Through The Garden Went, voor gemengd koor
- Where The Rainbow Ends, voor gemengd koor - tekst: Paul Laurence Dunbar
- Who is This Child?, voor gemengd koor
- You shall have a song, voor gemengd koor en piano
- Your Still Small Voice, voor gemengd koor

### Vocale muziek
- Have Yourself a Merry Little Christmas, voor zangstem solo, altsaxofoon (of trompet) solo en harmonieorkest
- O for a Thousand Tongues to Sing, voor lage zangstem en orgel

### Werken voor orgel
- 1975-1978 Sing A New Song
- 2000 Seek Ye First
- 2004 Songs of Praise
- 2007 Times and Seasons
- 2008 Come to Bethlehem, voor orgel en piano
- A Quiet Christmas
  1. Away In A Manger
  2. He Is Born, The Divine Christ Child
  3. How Far Is It To Bethlehem?
  4. Sing We Now of Christmas
  5. Tomorrow Shall Be My Dancing Day
  6. When Christmas Morn Is Dawning
- Eight Psalm Impressions
- Fanfare and Processional
- Festival Procession
- Ride On!, voor orgel, koperkwartet en kleine trom